# 楊光弼 (明朝)
楊光弼（？—1646年9月23日（隆武二年八月戊子）），字次公，應天府上元縣人，明朝、南明軍事人物。

## 生平
楊光弼是崇禎九年（1636年）的武舉人，到十三年（1640年）中武進士，獲授三江營都司，跟隨史可法守衛淮揚。甲申之變時，有一名王姓老人遭僕人背叛，讓老人溺水，他用船隻救回老人，借出大量金錢給老人和二位侄子帶回家，很快累官副將。
弘光元年（1645年）揚州失陷，總兵賀大成招攬楊光弼離去，他說：「我跟隨閣部（史可法）十二年，一旦離開，怎知道以後是否當大將軍？」賀大成回答：「你是真義人！」後來他到福京謁見隆武帝，受命都督徽、嚴、衢軍務，屯駐江郎山；次年（1646年）清兵來到，他和族叔副總兵楊賓王、從弟遊擊楊光宙力拒戰死。

## 引用
1. ↑  錢海岳《南明史·卷二·本紀第二》：（隆武二年八月）戊子，……都督徽嚴衢軍務楊光弼等戰江郎山，死之。
2. 1 2  錢海岳《南明史·卷四十九·列傳第二十五》：同（洪祖烈）時楊光弼，字次公，上元人。崇禎十三年武進士，授三江營都司。從史可法守淮揚。
3. ↑  康熙《徽州府志·卷十一·選舉志》：崇禎九年丙子（武）鄉試……楊光弼 歙人，庚辰進士
4. ↑  光緒《上元縣志·卷十七·人物志 忠烈》：楊光弼，號次公，庚辰科武進士。流雄多膽略，任三江營都司，隸史可法麾下。甲申之變，有王翁為逆僕溺於水，光弼籍其舟中貲巨萬，召翁二侄還之，累官副將。
5. ↑  錢海岳《南明史·卷四十九·列傳第二十五》：揚州亡，總兵賀大成招同去，不應。謁福京，命都督徽、嚴、衢軍務，駐江郎山。清兵至，與季父副總兵賓王、從弟遊擊光宙力拒死。
6. ↑  光緒《上元縣志·卷十七·人物志 忠烈》：乙酉春，總兵賀固邀偕去，光弼曰：「事閣部十二年，一旦去之，安知異日不去大將軍乎？」賀曰：「真義人也！」後總督徽、嚴、衢等處，駐師江上。丙戌秋，偕族叔副將賓王、從弟游擊光宙同盡節死。